# Synlestes tropicus
Synlestes tropicus är en trollsländeart som beskrevs av Tillyard 1917. Synlestes tropicus ingår i släktet Synlestes och familjen Synlestidae. Inga underarter finns listade i Catalogue of Life.